# Departament Apóstoles

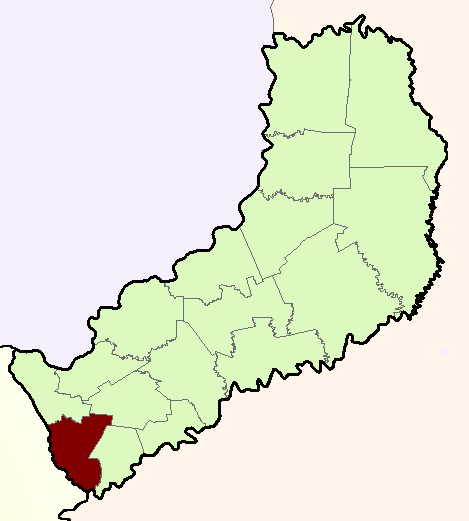
Departament Apóstoles na tle prowincji Misiones

Departament Apóstoles – jeden z 17 departamentów argentyńskiej prowincji Misiones. Stolicą departamentu jest miasto Apóstoles.
Powierzchnia departamentu wynosi 1068 km². Na obszarze tym w 2010 roku mieszkało 42 457 ludzi, czyli gęstość zaludnienia wynosiła 39,8 mieszkańców/km².
Od zachodu poprzez rzekę Urugwaj graniczy z Brazylią. Od południa graniczy z prowincją Corrientes. Wokół niego znajdują się departamenty: Capital, Leandro N. Alem oraz Concepción.